# Tropicoritus
Tropicoritus is een geslacht van kevers uit de familie van de loopkevers (Carabidae). De wetenschappelijke naam van het geslacht is voor het eerst geldig gepubliceerd in 1917 door Alluaud.

## Soorten
Het geslacht Tropicoritus is monotypisch en omvat slechts de volgende soort:
- Tropicoritus ruwenzorii Alluaud, 1917